# Hadrodactylus vulneratus
Hadrodactylus vulneratus är en stekelart som först beskrevs av Zetterstedt 1838.  Hadrodactylus vulneratus ingår i släktet Hadrodactylus och familjen brokparasitsteklar. Arten är reproducerande i Sverige. Inga underarter finns listade i Catalogue of Life.